# 南雄府城正南门
25°07′05″N 114°17′55″E / 25.11806°N 114.29861°E
南雄府城正南门位于中国广东省南雄市雄州街道，1982年被列为南雄县文物保护单位，2010年被列为广东省文物保护单位。

## 历史
南汉乾亨四年（920年）割韶州浈昌县置雄州。北宋改雄州为南雄州，皇祐四年（1052年）在今址建州城，称斗城。元朝至正十五年（1278年）改南雄路，二十五年（1365年）扩建城墙。
明朝洪武元年（1368年）改南雄路为南雄府。成化二年（1466年）将土城墙改为砖石城墙，称为顾城。斗城与顾城合称为老城，设五门：小东门、大北门、大南门、小南门和西门。成化五年（1469年）扩建城墙。正德九年（1514年）增设宾阳门和文明门。嘉靖四十三年（1564年）筑沿河水城，改木栅为砖石结构。扩建后的南雄府城周长1131丈（约3770米），城区面积1700亩（约1.13平方公里），有城门11个：宾阳门、文明门、龙蹲阁水门、大码头水门、青云水门、云衢水门、槐花水门、皇华水门、太平门、小西门（勾栏门）、小北门。
正南门历史上曾称政平门，城楼称南薰楼，民国时改称中山楼。

## 图片
- 南面
- 南面
- 南面
- 南面
- 北面
- 北面